# Hmelnîțke, Horohiv
Hmelnîțke (în ucraineană Хмельницьке) este un sat în comuna Halîceanî din raionul Horohiv, regiunea Volînia, Ucraina.

## Demografie
Componența lingvistică a localității Hmelnîțke
     Ucraineană (99,25%)
     Alte limbi (0,75%)
Conform recensământului din 2001, majoritatea populației localității Hmelnîțke era vorbitoare de ucraineană (99,25%), existând în minoritate și vorbitori de alte limbi.